# Борјана Кришто
Борјана Кришто (хрв. Borjana Krišto; Ливно, 13. август 1961) хрватска је политичарка и чланица Хрватске демократске заједнице Босне и Херцеговине. Бивша је председница Федерације Босне и Херцеговине, једног од два политичка субјекта који чине Босну и Херцеговину, од 22. фебруара 2007. до 17. марта 2011. године. Прва је жена на овој функцији.
У јуну 2011. била је један од кандидата за именовање за председавајућег Савета министара. Од три кандидата заузела је треће место по рангирању Председништва Босне и Херцеговине.
Била је посланица Дома народа и Представничког дома.

## Детињство и младост
Основну и средњу школу завршила је у родном Ливну. Дипломирала је на Правном факултету Универзитета у Бањој Луци. Године 2001. у Сарајеву је положила правосудни испит.